# Friedrich-Wilhelm Kiel
Friedrich-Wilhelm Kiel (* 17. Mai 1934 in Berlin-Charlottenburg; † 4. April 2022) war ein deutscher Politiker der FDP.

## Leben
Kiel studierte nach dem Abitur Physik, Mathematik und Sport in Karlsruhe. Von 1962 bis 1966 war er als Gymnasiallehrer in Ettlingen tätig. Kiel war verheiratet und hatte drei Kinder.
Kiel wurde 1964 Mitglied der FDP. Von 1966 bis 1970 war er Erster Bürgermeister in Ettlingen und danach bis 1976 Bürgermeister in Pforzheim. 1976 wurde er zum Oberbürgermeister von Fellbach gewählt. Nach mehrfacher Wiederwahl übte er das Amt bis zum Jahr 2000 aus.
Von 1988 bis 1990 war Kiel Vorsitzender der FDP Baden-Württemberg und von 1992 bis 2001 Abgeordneter im Landtag von Baden-Württemberg. Er vertrat dort den Wahlkreis 15 Waiblingen über ein Zweitmandat und war finanzpolitischer Sprecher der FDP/DVP-Landtagsfraktion.
1999 wurde er Schirmherr des Besinnungswegs Fellbach.

## Ehrungen
- 2001: Verdienstmedaille des Landes Baden-Württemberg[3] Die Universität Pécs ernannte ihn zum Ehrensenator. Die Städte Pécs und Fellbach verliehen ihm die Ehrenbürgerwürde.